# Robin Scherbatsky
Robin Charles Scherbatsky Jr. este un personaj fictiv creat de Carter Bays și Craig Thomas pentru serialul de televiziune CBS, How I Met Your Mother, înfățișat de actrița Cobie Smulders. Robin este în mod alternativ iubita lui Barney Stinson ( Neil Patrick Harris ) și Ted Mosby ( Josh Radnor ) și on prietenă apropiată lui Lily Aldrin ( Alyson Hannigan ) și Marshall Eriksen ( Jason Segel ). 

## Dezvoltarea personajului
Creatorii show-ului Carter Bays și Craig Thomas nu au intenționat niciodată ca Robin Scherbatsky să fie mama copiilor lui Ted Mosby, precizând că emisiunea este despre modul în care „Ted întâlnește femeia perfectă și nu este [încă] povestea lui finală de dragoste”. În diverse interviuri, Bays și Thomas au spus că „o actriță destul de celebră” a refuzat rolul lui Robin; au dezvăluit în februarie 2014 că Jennifer Love Hewitt a fost cea care a refuzat rolul. Au ales-o apoi pe Cobie Smulders, o actriță încă necunoscută. Bays și Thomas au spus mai târziu: „Mulțumesc Domnului că am ales-o dintr-un milion de motive... când Ted a văzut-o pentru prima dată, America a văzut-o pentru prima dată - intriganța acestui lucru a propulsat spectacolul înainte și a ținut spectacolul în viață. " 

## Istoria personajului
După ce s-a mutat în New York in aprilie 2005, Robin a devenit prezentatoare de știri pentru un canal de știri din New York, Metro News 1, iar ulterior a devenit co-prezentatoarea unei emisiuni matinale.
În septembrie 2005 Robin îl întâlnește pe Ted Mosby, personajul principal al serialului, cei doi prezentând o atracție imediată unul față de celalalt. Aceștia iasă la o întâlnire în timpul căreia Ted fură un corn francez albastru pentru Robin, dar Ted își strică șansele de a fi cu ea acționând impulsiv si spunându-i că o iubește. Cei doi stabilesc să rămână prieteni dar relația lor este plină de peripeții datorită sentimentelor romantice persistente dintre ei.
Robin este, de asemenea, o pasionată avidă a armelor, lucru prezentat în mai multe episoade când Robin își flutură pistolul Desert Eagle.
Ea are dublă cetățenie în Canada si în Statele Unite ale Americii.